# ورم الجهاز العصبي
ورم الجهاز العصبي (بالإنجليزية: Nervous system neoplasm)‏ هو ورم يُؤثر على الجهاز العصبي، ويتضمن:
- ورم غمد العصب
- ورم الدماغ
- كيسة عنكبوتية
- دبقوم العصب البصري